# Lenguas charrúas
Las lenguas charrúas o charruanas son un conjunto de al menos cuatro lenguas indígenas de América que se hablaron en el noreste de la Argentina, gran parte del Uruguay, y posiblemente Paraguay, por los  kfc charrúas, los chanás y otras etnias de la cuenca del Plata. Aunque las lenguas charrúas se creían extintas desde hacía un par de siglos, en 2005 apareció un semihablante de idioma chaná.

## Distribución
Las lenguas charrúas ocupan parte del sector sur de la cuenca del Plata. Se estima que las lenguas debieron desaparecer del uso público hacia el siglo XVIII o siglo XIX en los lugares más aislados.

## Clasificación
Las lenguas charrúas están mal documentadas, existen algunas listas léxicas en algunas lenguas charrúas pero no existen descripciones gramaticales importantes. En 2013 Viegas Barros trabajó con el que podría ser el último semihablante de Chaná, que ha proporcionado algunas formas léxicas y algunas frases cortas.

### Lenguas de la familia
Los datos permiten afirmar que existen registros de al menos tres lenguas charrúas diferentes:
- Chaná
- Charrúa
- Güenoa

Un cierto número de etnias cuyas lenguas no han sido testimoniados podrían haber hablado lenguas de la familia charrúa:
- Bohán - hablado cerca de Maldonado (Uruguay).
- Calchine - hablado en la Provincia de Santa Fe (Argentina), a lo largo del río Salado
- Carcarañá - hablado a lo largo del río Carcarañá, Santa Fe
- Chaná-Mbeguá o Beguá - hablado sobre el río Paraná entre Crespo y Victoria
- Colastiné - hablado en la Provincia de Santa Fe cerca de Colastiné
- Corondá - hablado en Coronda, Provincia de Santa Fe
- Guaiquiaré - hablado en Entre Ríos sobre el río Guayquiraró
- Mocoretá o Macurendá o Mocolete - hablado en el Departamento La Paz (Entre Ríos)
- Pairindi - hablado en Entre Ríos desde Corrientes al arroyo Feliciano
- Timbu - hablado en Gaboto, provincia de Santa Fe
- Yaro - hablado en Uruguay entre el Río Negro y el río San Salvador

### Relaciones con otras lenguas
Morris Swadesh incluye las lenguas charrúas junto con las lenguas mataco-guaicurúes y lenguas mascoyanas junto con otras lenguas en un supuesto filo macro-mapuche. Kaufman (1990) sugiere que el charrúan, el mataco-guaicurú, el mascoyano y el lule-vilela juntos podrían formar una familia lingüística para la que el propone el nombre macro-waikurú. La propuesta de Kaufman de 1994, contempla la hipótesis de una familia macro-waikurú aunque excluye de ella el Lule-Vilela.

## Descripción lingüística

### Comparación léxica
Las lenguas charrúas están muy poco documentadas. Sin embargo, existen lista de vocabulario recopiladas para un cierto número de lenguas que permiten hacer algunas comparaciones:
| GLOSA   | Charrúa | Chaná           | Guenoa |
| ------- | ------- | --------------- | ------ |
| 'ojo'   | i-xou   | ocál            |        |
| 'oreja' | i-mau   | timó            |        |
| 'mano'  | guar    | nam             |        |
| 'agua'  | hué     | atá             |        |
| 'sol'   |         | dioí            |        |
| 'perro' | samayoí | agó             | lochan |
| 'árbol' |         | vanatí beáda-‘ó |        |
| 'uno'   | yú      | güi             | yut    |
| 'dos'   | sam     | amá             |        |
| 'tres'  | detí    | géit            |        |

### Fonología
La forma de pronunciar de los charrúas no se correspondía exactamente con los sonidos de la lengua española. Por lo tanto en la palabra ando diabun, quien escribe lo hace reflejando aproximadamente el sonido que interpreta haber escuchado, dado que los charrúas tenían una fonética mezclada con sonidos narigales, guturales y vocales. Por lo tanto lo que sigue a continuación no sería estrictamente el sonido original y verdadero de las voces auténticamente charrúas sino una aproximación a las mismas.